# Битви за Тлемсен (1517—1518)
Битви за Тлемсен — боротьба за столицю султанату Заянідів, алжирське місто Тлемсен у 1517—1518 роках між членами роду Заянідів, підтриманих з однієї сторони берберським корсаром Арудж-реїсом, а з іншого іспанськими військами імператора Карла V.

## Передумови
У 1516 році  відомий османський корсар Арудж-реїс захопив місто Алжир і почав будувати свою державу на узбережжі північно-західної Африки. Майже відразу після захоплення Аруджем влади, у вересні 1516 іспанці послали морську експедицію з метою вибити корсарів і османів з Алжиру, але їх експедиційний корпус був розбитий Аруджем і був змушений рятуватись втечею. Через місяць проти Аруджа спробував виступити правитель портового міста Тенес, однак Арудж розбив і його армію та разом зі своїм братом Хайр ад-Діном захопив саме місто.
В 1516 році, після смерті заянідського султана Абу Абдаллаха V трон в Тлемсені посів його брат Абу Заян Ахмад. Втім, в день похорону в місті відбулися єврейські погроми, оскільки померлий султан підтримував юдейських торгівців та чиновників. Цим скористався рідний дядько Абу Заян Ахмада — Абу Хамму, що повалив його і став правити як султан Абу Хамму III. В результаті Абу Заян Ахмад, що панував лише декілька днів або навіть декілька годин був ув'язнений у фортеці в Тлемсені. У 1517 році Абу Заян зумів із ув'язнення переправити послання Арудж-реїсу, в якому закликав Аруджа допомогти йому звільнитись і посісти трон.

## Бойові дії
Отримавши заклик про допомогу від Абу Заяна, Арудж на чолі своїх військ вирушив з Алжиру на Тлемсен. Він переконав мешканців міста впустити свій загін до Тлемсена, де він визволив Абу Заян Ахмада, якого оголосив султаном. Втім вже через декілька днів Арудж наказав стратити Абу Заян Ахмада, його синів та усіх членів династії Заянідів, що були в Тлемсені, разом із 60-ма представниками знаті і близько 1 тис. прихильників Заянідів. Єдиним, хто вижив з династії Абу Заяна, був його суперник — Абу Хамму III, який при наближенні війська Аруджа втік у марокканський Фес. З Фесу Абу Хамму почав перемовини з іспанцями для організації спільних дій проти Аруджа
Отриманя контролю над Тлемсеном і державою Заянідів ставило під контроль Аруджа значні території, зокрема усі території навколо іспанською бази Оран, що поставило під загрозу її звичні шляхи постачання. У вересні 1517 року іспанський губернатор Орана — Дієго де Кордова, маркіз де Комарес, повернувся в Іспанію, щоб принести присягу новому королю Карлу I Габсбургу, а також обговорити загальну ситуацію в Північній Африці. Молодий король негайно віддав наказ про підготовку експедиції протягом майбутньої зими.
Іспанська армада прибула в Оран на початку весни 1518 року із завданням зловити і знищити Аруджа. Дієго де Кордова на чолі досвідченої і загартованої в боях армії з 10 000 іспанських солдатів, підсиленої 15 000 місцевих прихильників заянідів рушив на Тлемсен, який знаходився в 110 км від Орана. В розпорядженні Аруджа було лише 5000 берберських корсарів і 1500 османських солдатів. Арудж терміново направив гонця за допомогою до султана Феса, але той відповів ухильно.
Об'єднана армія іспанців і Абу Хамму взяла Тлемсен в облогу. Арудж закріпився в цитаделі міста. Тут, в очікуванні підкріплення він тримав оборону протягом кількох місяців, але поступово ситуація ставала дедалі безнадійнішою. Зрозумівши неможливість подальшого утримання Тлемсену, Арудж вирішив відступити в Алжир і спробував покинути місто через тунель. Дізнавшись про його втечу з міста, Комарес кинувся навздогін. Іспанці наздогнали Аруджа, коли загін останнього переправлявся вбрід через гірську річку Саладо. Сам Арудж встиг переправитися на інший берег і мав можливість врятуватися, однак, побачивши, як відважно б'ються з іспанцями його товариші, вирішив повернутися до загону й загинув у нерівному бою.
Іспанці відновили свого союзника Абу Хамму III на посаді султана Тлемсена. У результаті загибелі Аруджа, регіон Тлемсена потрапив під контроль іспанців, проте не надовго. Після смерті Аруджа султан Феса таки зібрав значну армію, рушив на Тлемсен і зайняв місто.

## Наслідки
Замість того, щоб піти на беззахисний Алжир, Комарес повернувся з армією в Оран. Тим часом місце Аруджа зайняв його молодший брат — Хизир Барбаросса, який зрозумів марність спроб перемогти заянідів та іспанців без підтримки потужного зовнішнього гравця і направив послів до Стамбула, щоб офіційно запропонувати провінцію Алжир в дар османському султану Селіму I і далі правити нею як намісник Османської імперії. За допомогою наданих в його розпорядження турецьких яничарів, Хайр-ад-Дін зміг ефективно утримувати за собою Алжир і боротись з іспанцями.
Османи знову отримають прямий вплив у Тлемсені у 1553 році, через 35 років після першого захоплення його Аруджем. Того року правитель Ваттассидського Марокко, султан Абу'л-Аббас Ахмад потрапив у полон до своїх суперників, шаріфів саадитів. Його наступник, Алі Абу Хассун, регент молодого сина Ахмада Мухаммада аль-Касірі, вирішив надати запевнення у вірності османам, щоб отримати їх підтримку і передав їм контроль над Тлемсеном.